# ZX Printer

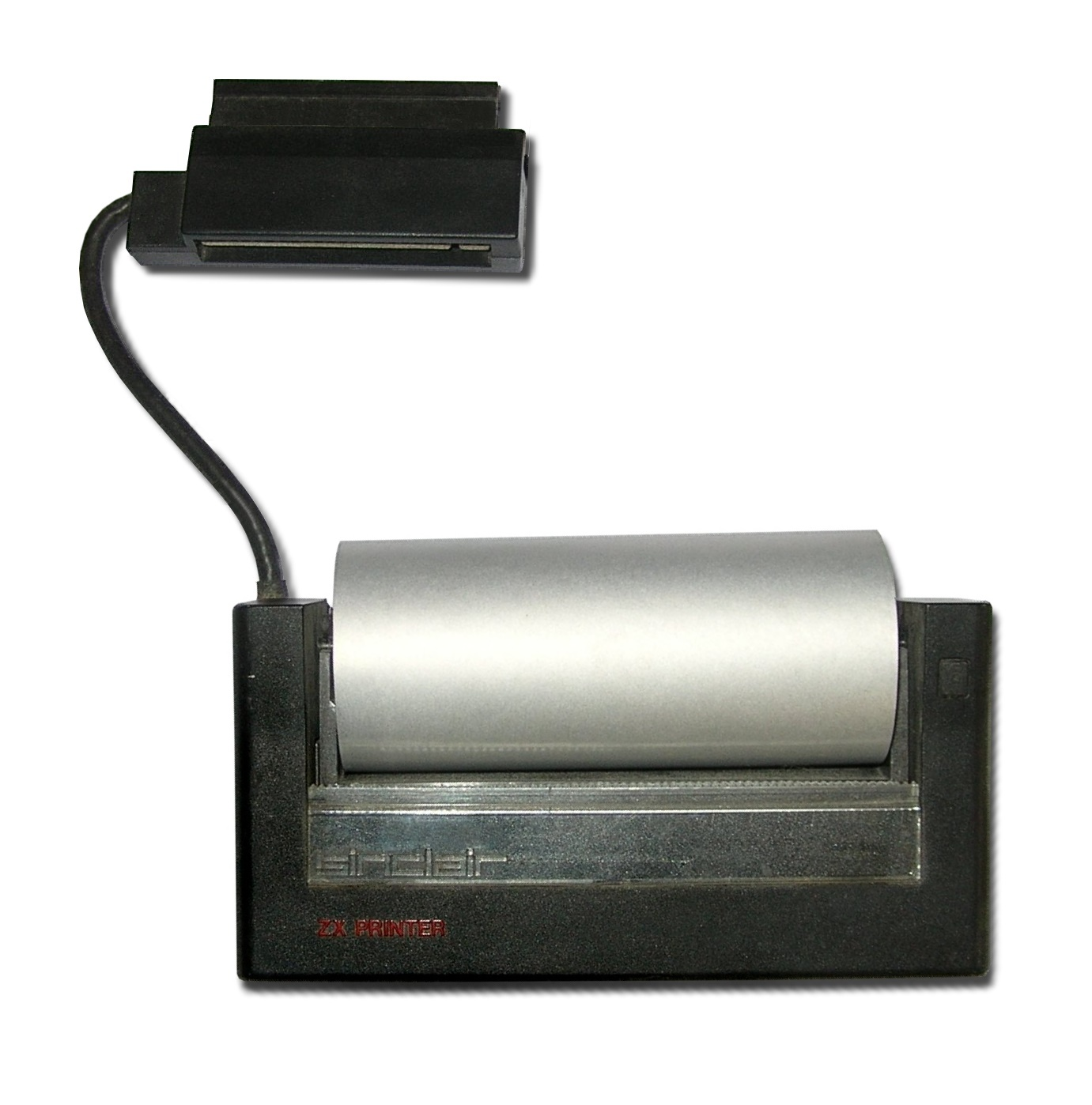
ZX Printer

ZX Printer je jednojehličková tiskárna pro počítače ZX81 a Sinclair ZX Spectrum. Jedná se o jednojehličkovou tiskárnu, která tiskne na pohliníkovaný papír. Tisková jehlička je vlastně tvořena dvěma elektrodami, které v místě tisku způsobí odpaření hliníku z papíru.
Ovládací programy tiskárny ZX Printer jsou obsaženy v ROM ZX Spectra, není tedy nutné nahrávat zvláštní ovládací program jako u jiných tiskáren. K tisku lze použít univerzální příkazy pro tisk na jakékoliv tiskárně, LPRINT (ekvivalent PRINT #3) pro vytištění požadovaného textu a LLIST (ekvivalent LIST #3) pro vytištění výpisu BASIC programu. Kopii obrazovky lze vytisknout příkazem COPY, který funguje pouze s tiskárnou ZX Printer.
ZX Printer se připojuje přímo na systémový konektor počítačů. Pokud je k počítači připojen ZX Interface 2, je na jeho výstup průchozí sběrnice možné připojit pouze právě ZX Printer.
V USA byla společností Alphacom, Inc. vyráběná se ZX Printerem kompatibilní termotiskárna Alphacom 32. Do Velké Británie tuto tiskárnu dodávala společnost Dean Electronics. Tiskárna byla později vyráběná jako Timex Sinclair 2040 společností Timex Sinclair. Termotiskárna Floyd 40 kompatibilní se ZX Printerem má proti ZX Printeru rozšířené možnosti formátování textu (dvojnásobná šířka písmen, dvojnásobná výška písmen, inverzní tisk jednotlivých znaků) a funkci word wrap. Instrukce pro formátování jsou součástí tisknutého řetězce a jsou uvozeny znakem ! (vykřičník). Alternativou k tiskárnám ZX Printer a Alphacom 32 je tiskárna Seikosha GP-50s.
U počítačů Sinclair ZX Spectrum 128K+/+2/+2A/+3 je možné ZX Printer a kompatibilní tiskárny použít pouze v režimu 48 BASIC.
Způsob připojování tiskárny přímo na systémový konektor počítače místo využití sériového nebo paralelního interface inspiroval výrobce tiskárny Amber 2400, ale ta s tiskárnou ZX Printer kompatibilní není, k jejímu používání je nutné použít její vlastní ovládací program.
S tiskárnou ZX Printer měla být kompatibilní plánovaná tiskárna Microdigital TK Printer k počítačům Microdigital TK82.

## Technické informace
Tiskárna je ovládaná pomocí portu 251 (šestnáctkově FB, dekódován jako xxxxx0xx). Význam jednotlivých bitů hodnoty odeslané na tento port a čtené z tohoto portu je následující:
|       | 7                          | 6                                                        | 5 | 4 | 3 | 2 | 1                                        | 0                                    |
| čtení | 1 - hlava se dotýká papíru | 0 - tiskárna je připojena (detekce přítomnosti tiskárny) |   |   |   |   |                                          | signál z kódovacího disku            |
| zápis | 1 - tisková hlava aktivní  |                                                          |   |   |   |   | 1 - zastavení motoru 0 - spuštění motoru | 1 - nastavení nižší rychlosti motoru |